# Seebenstein
Seebenstein är en ort och kommun  i Österrike. Den ligger i distriktet Neunkirchen i förbundslandet Niederösterreich, 60 kilometer söder om huvudstaden Wien.
Kommunen består av tre orter (Ortschaften) (inom parentes invånarantal 1 januari 2024):
- Schiltern (532)
- Seebenstein (958)
- Sollgraben (2)